# هنونوا آنیونما
هنونوا آنیونما (به اسپانیایی: Genoveva Añonman) یک بازیکن زن فوتبال اهل گینه استوایی است. او برای تیم باشگاهی ام‌اس‌وی دویسبوگ آلمان در پست مهاجم بازی می‌کند. وی همچنین عضو تیم ملی فوتبال زنان گینه استوایی است و کاپیتان این تیم نیز است.